# Maasella edwardsi

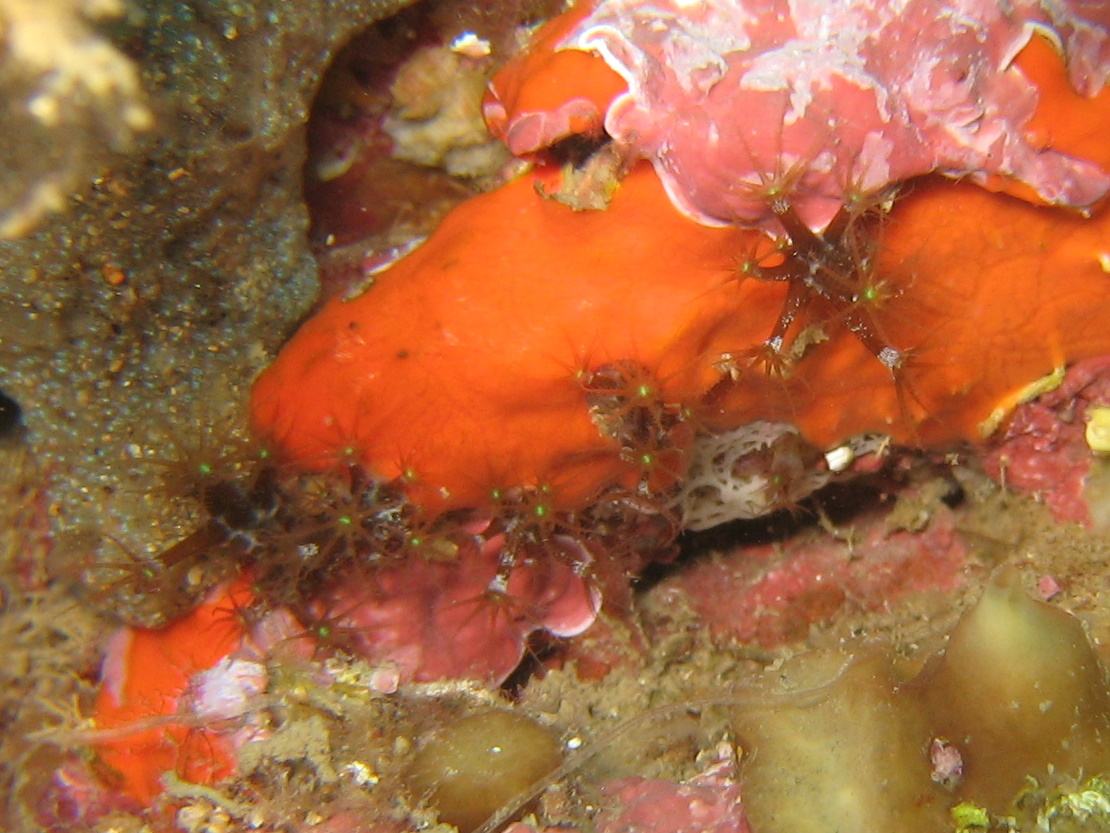

Maasella edwardsi es una especie de octocoral monogenérico de la familia Paralcyoniidae.

## Morfología
Forma colonias de pocos pólipos, entre 3 y 20, unidos entre sí por un estolón. Los pólipos, que miden hasta 2 cm, son de coloración marrón verdoso, con el disco oral verde esmeralda. Cada uno de sus 8 tentáculos tiene entre 10 y 13 pínulas a cada lado. El tejido de los pólipos tiene espículas calcáreas, para darle consistencia al carecer de esqueleto, que en ocasiones son visibles. Los pólipos son retráctiles parcialmente, ocultando el cáliz y los tentáculos, pero dejando visible la pared de su cuerpo.

## Distribución y hábitat
Es una especie marina propia del mar Mediterráneo y el océano Atlántico. 
Se encuentra habitualmente en fondos arenosos, a profundidades de entre 12 y 40 m, sobre restos de caparazones y piedras, ocasionalmente libre en zonas de sedimentos. Es frecuente encontrar muchas colonias próximas unas a otras.